# Wzgórze Zamkowe w Kielcach

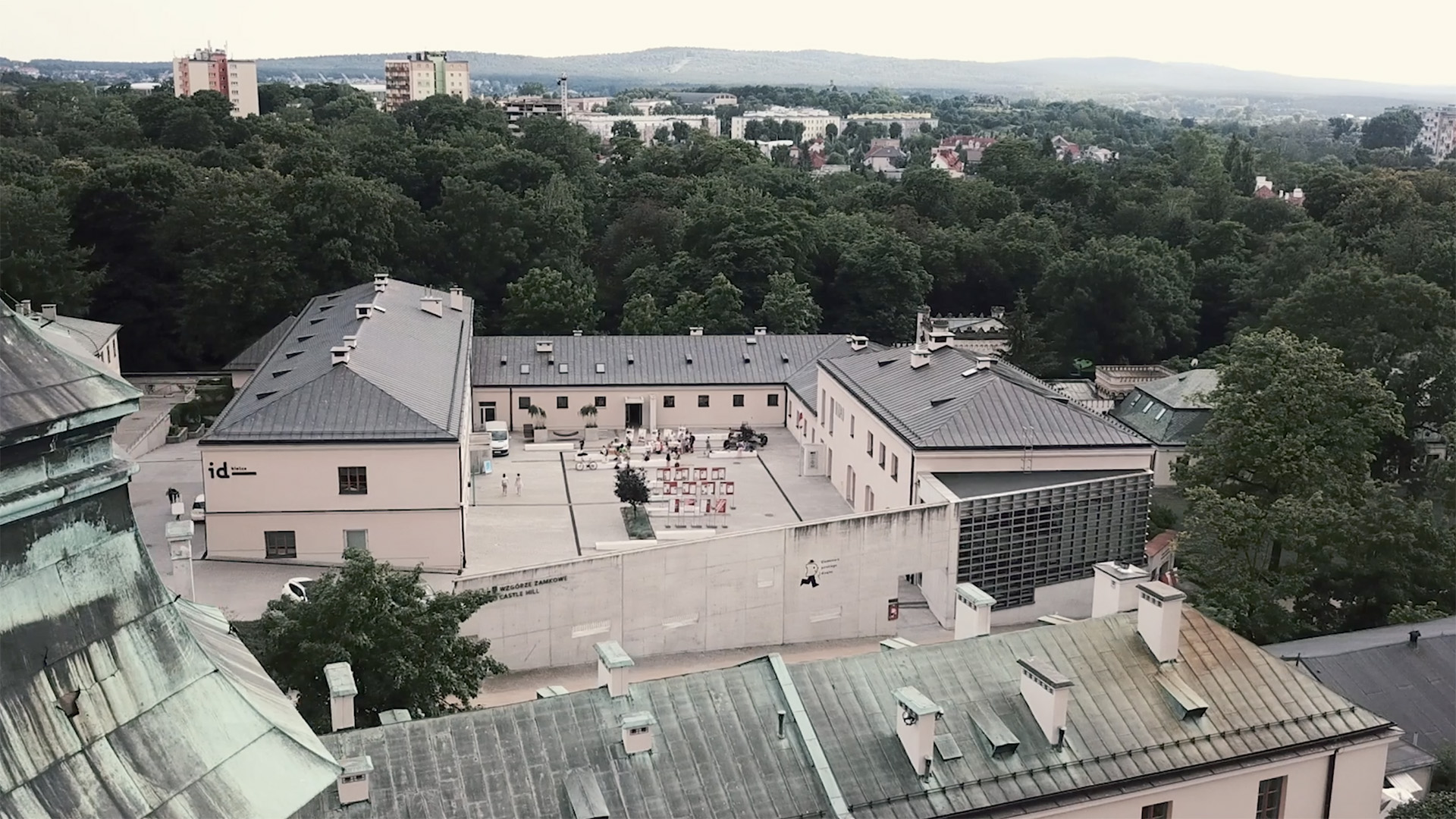
Wzgórze Zamkowe

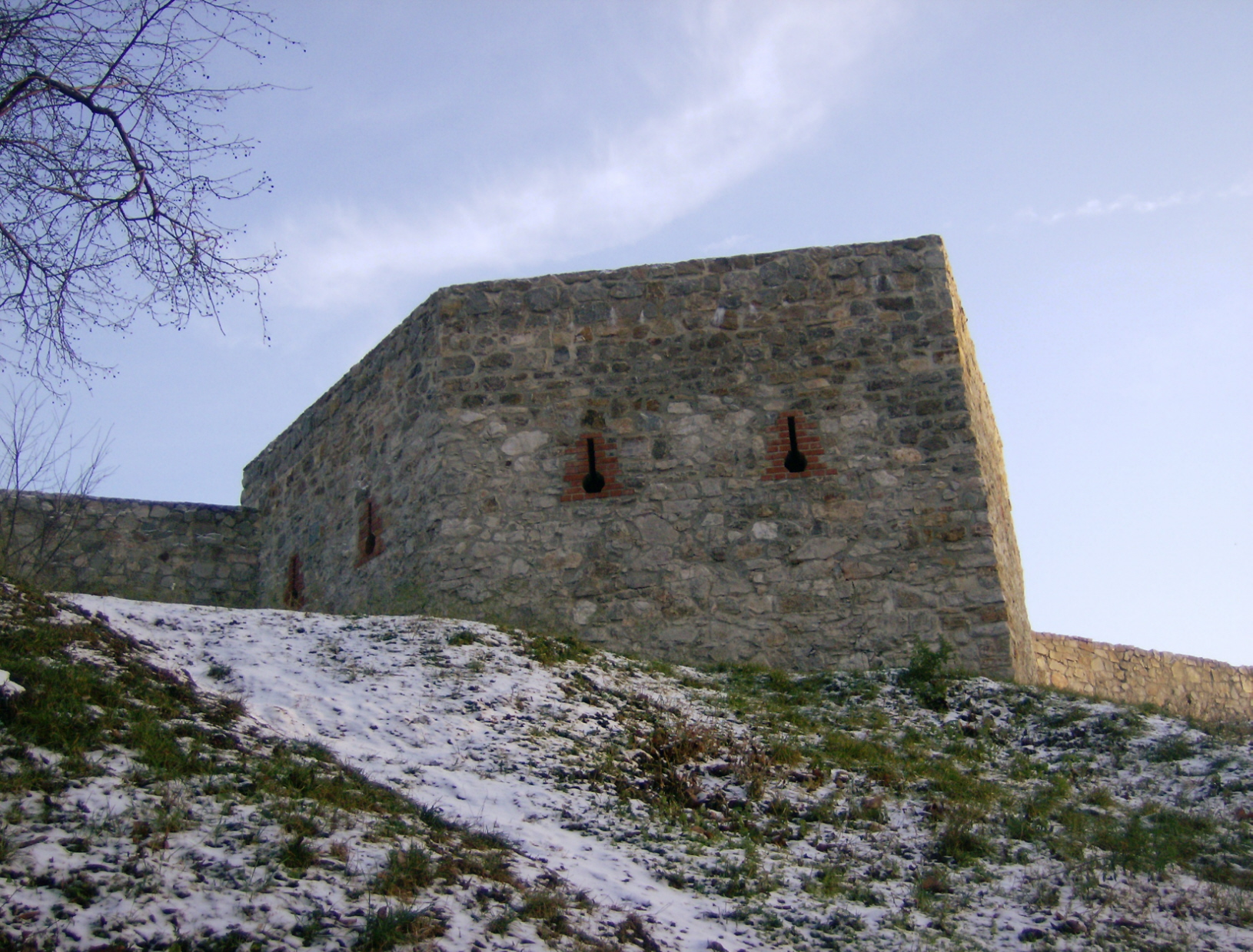
Baszta w murze obronnym

Wzgórze Zamkowe – wzniesienie w centrum Kielc o wysokości 280 m n.p.m. Niekiedy nazywane także Wzgórzem Katedralnym.

## Historia
Nazwa tego terenu związana jest ze wzniesieniem w latach 1637–1641 Pałacu Biskupów Krakowskich, który często nazywany był zamkiem. Wzgórze to jest bocznym ramieniem Psich Górek (ok. 305 m n.p.m.), wchodzących w skład przebiegającego przez południową część miasta Pasma Kadzielniańskiego.
W roku 1295 Kielce otrzymały przywilej na obwarowanie miasta, a w szczególności Wzgórza Zamkowego murami obronnymi, które w 1827 roku z inicjatywy bpa krakowskiego Jana Pawła Woronicza zburzono wraz ze strzelnicami.